# Alagoasmiersluiper
De alagoasmiersluiper (Myrmotherula snowi) is een zangvogel uit de familie Thamnophilidae. Het is een ernstig bedreigde, endemische vogelsoort van het Atlantisch Woud van Brazilië.

## Vondst en naamgeving
Het holotype en de paratypes werden verzameld in de stad Murici in 1979. Op basis van het holotype en de twee paratypes beschreven de Braziliaanse biologen Dante Martins Teixeira en Luiz Pedreira Gonzaga in 1985 de typesoort Myrmotherula snowi. Zij noemden de soort Myrmotherula snowi ter ere van de Britse ornitholoog David Snow (1924-2009).

## Kenmerken
De alagoasmiersluiper is circa 10 centimeter lang en weegt 6,5 tot 8 gram. De soort vertoont seksuele dimorfie. Het mannetje is vrijwel helemaal grijs. Het vrouwtje is grotendeels oranjekleurig, maar heeft een grijze kop. Haar staart en vleugels zijn bruin. Beide geslachten hebben donkerblauwe poten en donkere ogen.

## Verspreiding en leefgebied
Deze vogel is inheems in Brazilië en komt alleen voor in de noordoostelijke staten Alagoas en Pernambuco. Het leefgebied is vochtig subtropisch of tropisch laaglandbos op een hoogte tussen de 400 en 550 meter boven zeeniveau in het bioom Atlantisch Woud.

## Voeding
De alagoasmiersluiper voedt zich onder andere met spinnen en mieren.

## Status
De populatie is in 2020 geschat op minder dan 50 individuen. Door verlies en versnippering van het leefgebied neemt de populatie snel in aantal af. Om deze redenen staat de alagoasmiersluiper als ernstig bedreigd (kritiek) op de Rode Lijst van de IUCN.